# Borbacha pardaria
Borbacha pardaria är en fjärilsart som beskrevs av Achille Guenée 1857. Borbacha pardaria ingår i släktet Borbacha och familjen mätare. Inga underarter finns listade i Catalogue of Life.